# Alexa Davies
Alexa Davies (Rhyl, 18 agosto 1995) è un'attrice gallese.

## Biografia
Attiva in campo televisivo e cinematografica dal 2012, Alexa Davies ha recitato in numerose serie TV, tra cui Doctors, Holby City, Harlots e Testimoni silenziosi, mentre al cinema è nota soprattutto per aver interpretato il personaggio di Julie Walters da giovane in Mamma Mia! Ci risiamo.

## Filmografia parziale

### Cinema
- X+Y, regia di Morgan Matthews (2014)
- Un'occasione da Dio (Absolutely Anything), regia di Terry Jones (2015)
- L'altra metà della storia (The Sense of an Ending), regia di Ritesh Batra (2017)
- Mamma Mia! Ci risiamo (Mamma Mia! Here We Go Again), regia di Ol Parker (2018)
- Il concorso (Misbehaviour), regia di Philippa Lowthorpe (2020)

### Televisione
- New Tricks - Nuove tracce per vecchie volpi (New Tricks) – serie TV, 1 episodio (2012)
- Doctors – soap opera, 1 puntata (2012)
- Holby City – serie TV, 1 episodio (2014)
- Cuckoo – serie TV, 1 episodio (2014)
- Grantchester – serie TV, 1 episodio (2015)
- The Five – serie TV, 2 episodi (2016)
- Harlots – serie TV, 7 episodi (2017)
- White House Farm – serie TV, 6 episodi (2020)
- Testimoni silenziosi (Silent Witness) – serie TV, 2 episodi (2020)
- Four Lives - serie TV (2022)
- Cobra - Unità anticrisi (Cobra) – serie TV, 12 episodi (2021-2023)
- Funny Woman - Una reginetta in TV (Funny Woman) – serie TV, 10 episodi (2023-2024)

## Teatro
- No Quarter, di Polly Stenham, regia di Jeremy Herrin. Royal Court Theatre di Londra (2013)

## Doppiatrici italiane
Nelle versioni in italiano delle opere in cui ha recitato, Alexa Davies è stata doppiata da:
- Valentina Favazza in Mamma Mia! Ci risiamo
- Giulia Franceschetti in Cobra - Unità anticrisi
- Lavinia Paladino in Funny Woman - Una reginetta in TV